# Krynyczne (rejon bachmucki)
Krynyczne (ukr. Криничне) – wieś na Ukrainie, w obwodzie donieckim, w rejonie bachmuckim. W 2001 liczyła 41 mieszkańców.